# Stoffverbot
Ein Stoffverbot ist in der Regel ein Verbot, einen problematischen, i. d. R. umweltbelastenden chemischen Stoff für einen bestimmten Verwendungszweck zum Beispiel in einen Werkstoff einzusetzen.
Stoffverbote gelten in der Regel unabhängig von der Deklarationspflicht (in der Regel kleiner 0,1 %) chemischer Stoffe in Werkstoffen. Außerdem sind die Nachweisgrenze des Stoffes und weitere allgemeine Verbote für das Inverkehrbringen von chemischen Substanzen zu beachten.
Stoffverbote gibt es z. B. für Schwermetalle, Gifte sowie für krebserregende Stoffe.
In der Schweiz sind Stoffverbote wie auch Beschränkungen in der Chemikalien-Risikoreduktions-Verordnung aufgeführt. In der EU sind Stoffe, deren Herstellung, Inverkehrbringen oder Verwendung verboten oder beschränkt ist, im Anhang XVII der REACH-Verordnung aufgelistet.